# Oberea pedemontana
Oberea pedemontana је врста инсекта из реда тврдокрилаца (Coleoptera) и породице стрижибуба (Cerambycidae). Сврстана је у потпородицу Lamiinae.

## Распрострањеност
Врста је распрострањена на подручју југоисточне Европе. У Србији је ретка врста.

## Опис
Пронотум, скутелум и доњи део тела су светлонаранџасте боје, док је остатак тела црн. Приметна је и фина, густа пубесценција. Дужина тела је од 12 до 16 mm.

## Биологија
Комплетан циклус развића се одвија у периоду од 2 године. Одрасле јединке се налазе на биљци домаћину, а то су најчешће листопадно дрвеће и жбунови из родова Rhamnus и Lonicera. Адулти су активни од маја до јула.

## Статус заштите
Врста је заштићена на подручју Србије - налази се на Прилогу II Правилника о проглашењу и заштити строго заштићених и заштићених дивљих врста биљака, животиња и гљива. У Правилнику је наведена под називом Oberea pandemontana.